# Tractat de navegació de Pigafetta

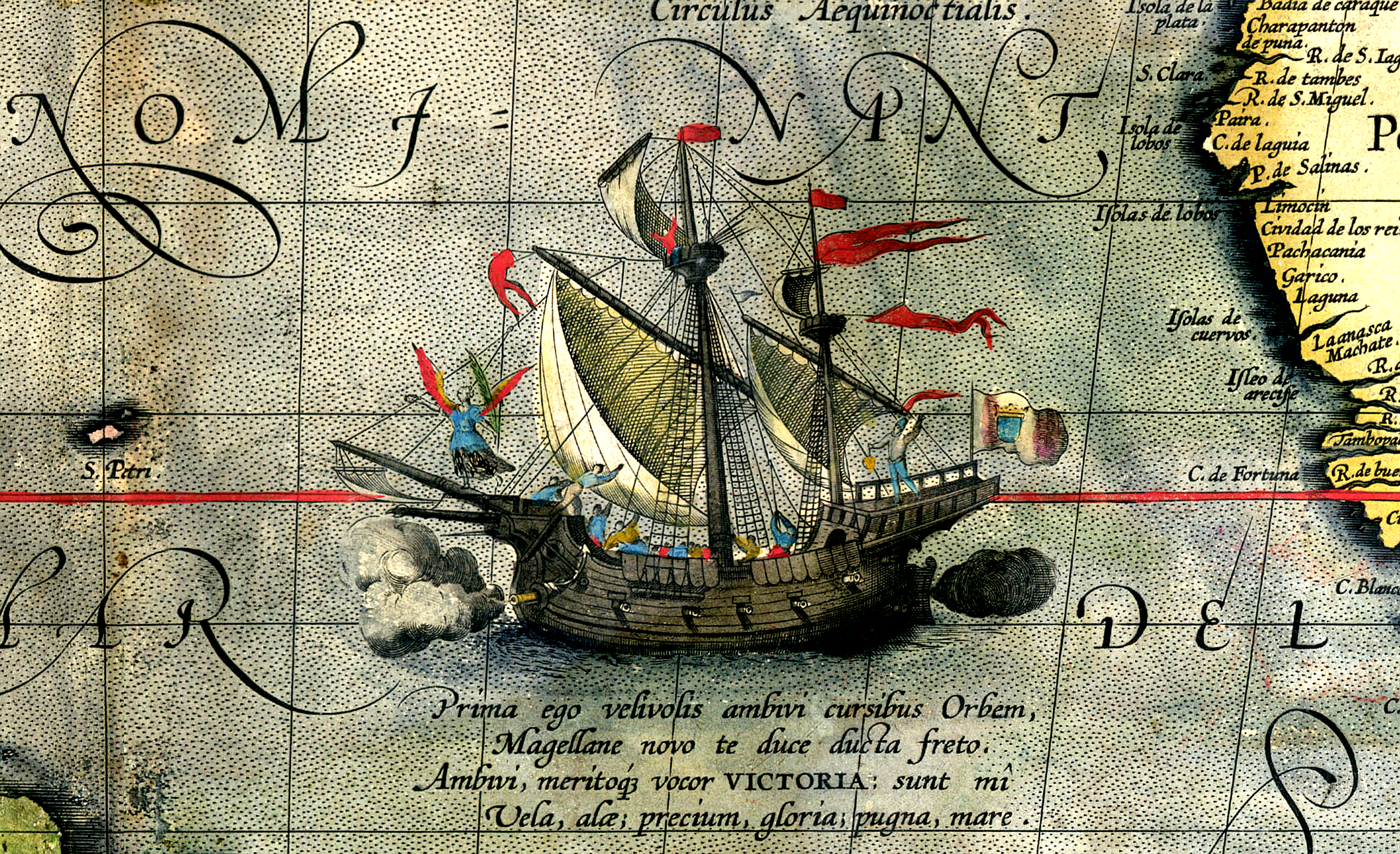
Detall d'un mapa de 1590 mostrant la nau Victòria

Antonio Pigafetta escrigué un tractat de navegació que s’ha conservat en forma reduïda. Pot consultar-se en italià, francès i anglès.

## Corredora
Alexander von Humboldt, comentant un fragment de la relació de Pigafetta del primer viatge de circumnavegació, identifica la “cadena” com una corredora nàutica.
| «                                                                               | secondo la misura che facevamo del viaggio colla catena a poppa noi percorrevamo da 60 in 70 leghe al giorno | » |
| — Cosmos, ó, Ensayo de una descripción física del mundo. Alexander von Humboldt | |   |

En el tractat de navegació (cal recordar que es tracta d’un resum) no es parla de cap corredora.